# Lijst van filmtechnieken
Dit is een lijst van filmtechnieken.

## Beeld, hoek en beweging van de camera
- Close-up
- Dutch angle
- Freeze frame
- Kikkersperspectief
- Trunkshot
- Tracking shot
- Vertigoshot
- Vogelperspectief

## Montages en overgangen
- Crosscutting
- Decoupage
- Dissolve
- Fade-in
- Flashback
- Letterbox
- Long take
- Meervoudige belichting
- Modelleren van 3D-computergraphics
- Montage
- Motion control
- Overvloeier
- Pillarbox
- Split screen
- Stop-motion
- Stop-substitutietechniek

## Visuele effecten
- Bullettime
- Chromakey
- Digitale animatie
- Stereoscopie
- Stop-motion
- Scherptediepte
- Visual effects

## Geluid
- Nasynchronisatie
- Voice-over
- Wilhelmschreeuw

## Apparaten
- Animatronic
- Camerakraan
- Cinematograaf
- Fenakistiscoop
- Filmcamera
- Filmprojector
- Kinetoscoop
- Praxinoscoop
- Steadicam

## Beeldformaten
- Zie Breedbeeld (film)

## Filmformaten
- 8mm-film
- 9,5mm-film
- 16mm-film
- 35mm-film
- 70mm-film
- Filmformaat

## Andere
- Anamorf breedbeeld
- Breedbeeld
- Digitale filmtechniek
- Nachtopname
- Zwart-wit